# 진코 솔라
진코 솔라(Jinko Solar)는 중국의 세계 최대 태양광 모듈 생산 업체이다.

## 역사
2006년 설립했다. 본사는 중국 상하이에 있다. 회장은 리셴더이고, 2010년 뉴욕 증권거래소에 상장했다.
진코솔라는 미국 플로리다 공장을 보유하고 있지만, 아직도 미국 판매물량의 90%를 중국에서 생산하고 있다.
아랍에미리트 수도 아부다비에, 누어 아부다비라는 태양광 발전소를 건설했다. 누어 아부다비에는 320만개의 태양광 패널이 사용되었으며 발전 단가는 kWh 당 2.42 센트에 불과하며, 총 공사비는 8억7100만 달러이다. 공사는 일본의 마루베니사 (Marubeni Corporation)와 중국의 태양광 패널 제조 업체인 진코 솔라 JinkoSolar가 담당했다.
2020년 9월 15일, 중국의 시장조사기관 PV 인포링크(InfoLink)에 따르면 한화큐셀은 올해 상반기 4GW의 태양광 패널을 출하해 6위에 올랐다. 진코솔라는 7.6~7.9GW의 패널 판매량으로 선두를 차지했다. 이어서 론지솔라(6.58GW), 트리나솔라(5.84GW), JA솔라(5.46GW) 순이었다. 캐나다 태양광 회사 캐네디언 솔라가 5.12GW를 판매해 5위에 안착했다. 이와 함께 중국 라이젠에너지, 친트(CHINT), 선텍파워홀딩스, 미국 퍼스트솔라가 '톱(Top) 10'에 랭크됐다.
2020년 6월 1일, 아부다비 전력청은 알 다프라 태양광발전 프로젝트를 위한 독립발전사업자(IPP; Independent Power Producer) 입찰을 진행한 결과, 5개의 입찰자 가운데 세계 최저 가격인 kWh당 미화 1.35센트(약 16.5원)를 제시한 컨소시엄을 최종 선정했다고 밝혔다. PV 발전단가가 16.5원/kWh 이면, 한국 원전 보다 4배 저렴하다는 의미이다. 한국의 경우, 발전단가가 원전 60.7원/kWh, 석탄 91.2원/kWh, LNG 114.6원/kWh, 태양광 120원/kWh이고, 한전의 평균 구입 단가는 110원/kWh이다. 진코파워는 프랑스전력공사(EDF)와 컨소시엄을 구성해서 이 사업을 따냈다.
2011년 창업한 진코 파워는 리셴더가 회장인 뉴욕 상장사 진코 솔라 홀딩스 계열사였다가 2016년 리셴더가 운영하는 또 다른 기업 진코 뉴 에너지 그룹에 지분 55%를 넘겼다. 당시 리셴더는 진코 파워를 중국 본토에 상장시키려고 지분을 사들였다. 미국 상장을 철회하고 본토 기업 공개(IPO)로 선회한 중국 태양광 기업이 진코 파워가 처음은 아니다.
한 태양광 업체 관계자는 "중국산 태양광 셀이나 모듈은 한국산과 비교해 가격이 15~20% 정도 저렴하기 때문에 한국 업체들은 직접 경쟁하기 어렵다"며 "아직 중국 업체가 도달하지 못한 고효율 등의 기술력을 바탕으로 국내외 시장을 뚫는 수밖에 없다"고 말했다.

## 같이 보기
- 태양광 발전